# Junichiro Tanizaki
Tanizaki Junichiro (谷崎 潤一郎 Tanizaki Jun'ichirō?,  Chūō, Tokio, 24 de julio de 1886 - Yugawara, Prefectura de Kanagawa, 30 de julio de 1965) fue un relevante escritor japonés del siglo XX.
Considerado por muchos como la piedra angular de la novela contemporánea de Japón, junto a figuras decisivas como Ōgai Mori, Natsume Sōseki, Ryūnosuke Akutagawa, Yasunari Kawabata, Yukio Mishima y Kōbō Abe. En 1949, se le otorgó el premio Orden de la Cultura, u Orden del Mérito Cultural, por el gobierno japonés. En 1964, un año antes de su fallecimiento, fue elegido miembro honorario por la Academia Estadounidense de las Artes y las Letras convirtiéndose en el primer escritor japonés en recibir ese honor.

## Biografía
Nació en 1886 en una casa acomodada de un barrio rico de Tokio. Su padre, Gorō Tanizaki, era comerciante. Su hermano mayor, Kumakichi, murió tres días después de su nacimiento, lo que le convirtió en el siguiente hijo mayor de la familia. A Tanizaki le seguirían otros tres hermanos: Tokuzō, Seiji (quien también fue escritor) y Shūhei, así como también tres hermanas: En, Ise y Sue. En el seno de esta gran familia, el joven Tanizaki comienza a vivir con gran holgura, pero la muerte de su abuelo en 1888 marca ya el declive familiar. A los ocho años, en 1894, la familia se ve obligada a trasladarse a un lugar más modesto y pronto va a tener que dedicarse él a enseñar a los niños de una rica familia. En 1899, cinco años después, será relegado por su unión con una mujer allí empleada experimentando una gran humillación, uno de los rasgos psicológicos que atraviesan a los personajes de sus relatos. Se interesa por las fiestas populares y por la cultura ancestral japonesa.
Inaba Seikichi le enseñó literatura china y japonesa y ya aparece muy maduro. En 1908, Tanizaki se inscribe en el departamento de literatura de la Universidad de Tokio y publica artículos desde 1910, pues quiere ser periodista. Pero predominará la pasión por la literatura. Empieza con relatos cortos, piezas teatrales, poesía y pequeños ensayos. Le atrae el relato occidental al inicio aunque en la madurez volverá a sus orígenes. Tarda en lograr reconocimiento y finalmente, en 1910, el primer número de la revista Shinshichō acepta su obra teatral Nacimiento además de publicar un ensayo crítico sobre Sōseki Natsume. 
Sus variadas publicaciones se prolongarán a lo largo del siglo XX: Hay quien prefiere las ortigas (1929), Las hermanas Makioka (1947) y la polémica, por su rigor carnal, La llave (1956) que aborda la relación de un maduro matrimonio que confronta sus gustos eróticos. También destaca Diario de un viejo loco, novela escrita entre 1961 y 1962, que obtuvo gran repercusión entre otros escritores japoneses coetáneos como Yukio Mishima y Yasunari Kawabata.
Estilísticamente la obra de Tanizaki se muestra contraria al naturalismo y, más que fijarse en los detalles concretos, se concentra en la evocación de ambientes y estados de  ánimo. Tanizaki ha jugado un papel principal en el entrecruzamiento de la cultura y el arte de Oriente y Occidente, en la modernización-devastación del siglo XX.

## Obra (selección)

### Novelas
- Tatuaje (Shisei, 1910). Trad.: Rey Lear, 2011.
- Jotaro el masoquista (1914). Trad. española: P Bid, 2009.
- Naomi (Chijin no ai, 1924). Trad.: Siruela, 2011.
- Arenas movedizas (Manji, 1928-1930). Trad.: Siruela, 2010.
- Hay quien prefiere las ortigas (1929). Trad.: Seix-Barral, 1963 (y ed. posteriores).
- El cuento de un hombre ciego (Mamoku Monogatari,1931), Trad.: Siruela, 2010.
- El cortador de cañas (1932). Trad.: Siruela, 2008.
- Retrato de Shunkin (1933). Trad.: Siruela, 2010; como Sobre Shunkin, Satori, 2016. ISBN 978-84-944685-1-3.
- La vida enmascarada del señor de Musashi (1935) Trad.: Edhasa, 1989.
- La gata, Shozo y sus dos mujeres (1936). Trad.: Satori. ISBN 978-84-19035-85-1
- La nieve tenue (Sasame Yuki, 1943-1948).
- Las hermanas Makioka. Debolsillo, 2014; Siruela, 2013. ISBN 978-84-9841-804-0
- La madre del capitán Shigemoto (Shōshō Shigemoto no haha, 1949). Trad.: Siruela,  2008
- La llave (Kagi, 1956). Trad.: Muchnik, 2002; Siruela, 2014
- El diario de un viejo loco (Fūten Rōjin Nikki, 1961). Trad.: Siruela, 2014. ISBN 978-84-16208-09-8

### Cuentos
- Cuentos crueles (1933). Trad.: Seix-Barral, 1968.
- Historia de la mujer convertida en mono. Siete cuentos japoneses. Trad: Bid & Co, 2007. Incluye "Historia de la mujer convertida en mono", "Una confesión", "La creación", "El odio", "Una flor azul", "Un puñado de cabellos" y "El criminal".
- El puente de los sueños y otros relatos. Trad.: Siruela, 2009. ISBN 978-84-9841-323-6.
- Siete cuentos japoneses. Trad.: Siruela, 2011. ISBN 978-84-9908-671-2; Siete cuentos japoneses, prólogo Ednodio Quintero, Atalanta (2017, 2ª edición 2024). ISBN 978-84-126014-6-6.

### Ensayo
- El elogio de la sombra (1933). Trad. española: Siruela, 2013. ISBN 978-84-7844-258-4